# Jun Murai

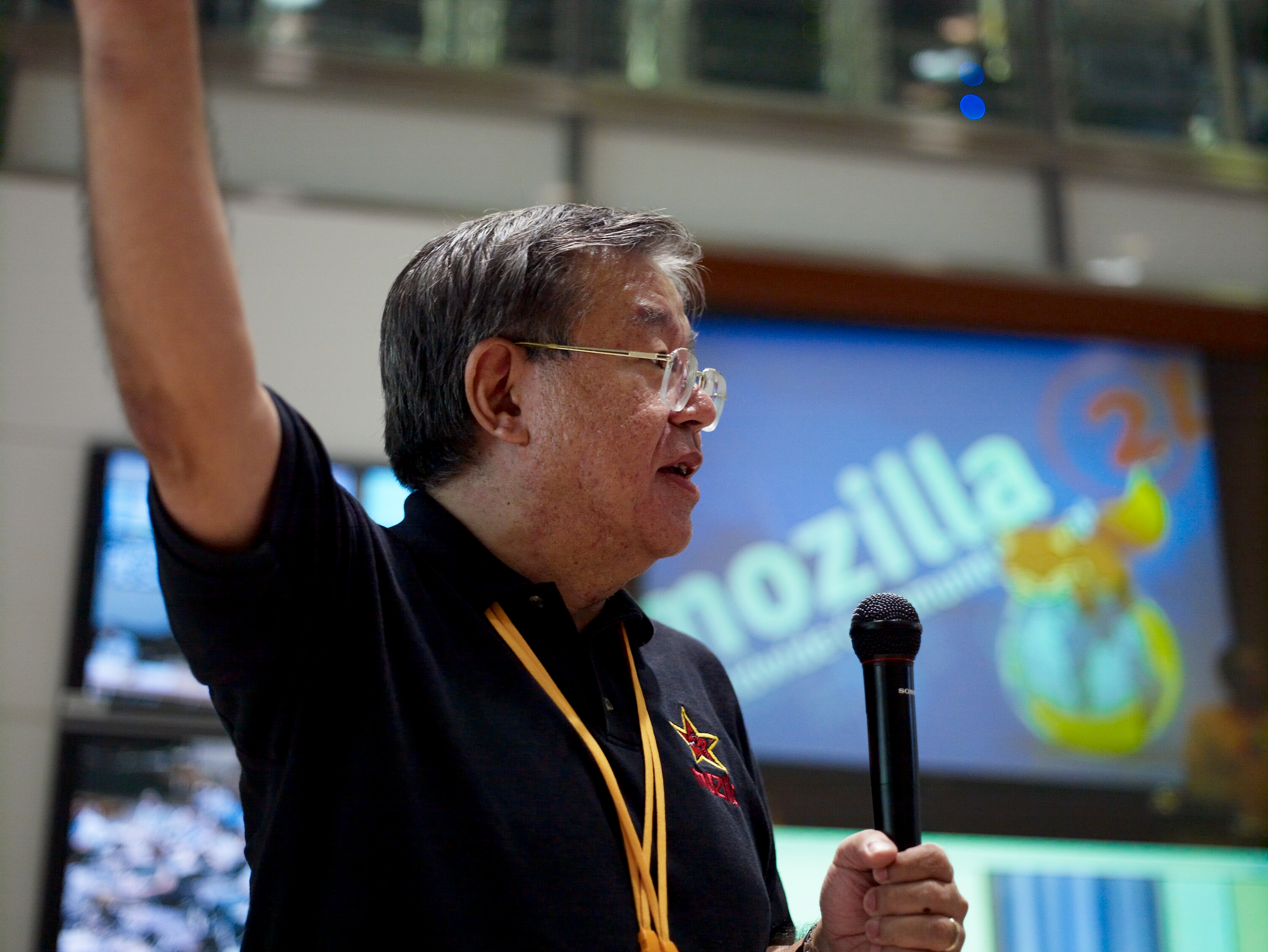
Jun Murai

Jun Murai (japanisch 村井 純 Murai Jun; * 29. März 1955 in Tokio) ist ein japanischer Mathematiker, Informatiker und Hochschullehrer. Er ist als „Vater des Internets in Japan“ und „Internet-Samurai“ bekannt. 2013 wurde er von der Internet Society in die Internet Hall of Fame aufgenommen und 2019 nahm er den Ritter der Ehrenlegion von der französischen Regierung entgegen.

## Leben und Werk
Murai stammt aus einer Familie von Pädagogen. Sein Großvater mütterlicherseits Osada Arata war Präsident der Universität Hiroshima, wo er Pädagogik lehrte. Sein Vater Minoru war Professor für Pädagogik an der Keiō-Universität, seine Mutter Noriko Professorin für Musik an der Ferris-Universität. Murai studierte Mathematik am Department of Mathematics der Faculty of Science and Technology an der Graduated Keio University, wo er 1979 graduierte und 1981 den Master in Computer Science erhielt. Er wurde 1984 Assistent am Computer Center des Tokyo Institute of Technology und ab 1987 forschte er als Assistent am Computer Center der University of Tokyo. 1987 promovierte er in Computer Science an der Universität Keio, wo er 1990 Associate Professor an der Faculty of Environment and Information Studies wurde. 1997 wurde er dort Professor und von 1999 bis 2005 leitete er das Keio Research Institute at SFC. Danach war er bis 2005 Vizepräsident der Keio University und seit 2009 ist er Dekan der Fakultät für Umwelt- und Informationswissenschaften an der Keio University. Er ist Vorsitzender oder Mitglied zahlreicher Regierungsausschüsse und in internationalen wissenschaftlichen Verbänden aktiv: unter anderem im Japan Network Information Center (JPNIC), im Information Security Policy Council, Mitglied im IT Strategy Headquarters des Cabinet Secretariat of Japan. Er war an verschiedenen technischen Konferenzen und Ausschüssen beteiligt: 1992 als Chairman of local arrangement group of INET92 in Kobe;1998 bis 2003 als  Board of Director of the Internet Corporation for Assigned Names and Numbers (ICANN); 2000 als  Program Co-Chair of INET2000; 2004 als General Chair of ACM/SIGMOBILE-Mobihoc 2004; 2007 als General Chair der SIGCOMM 2007; 2008 Mitglied des Science Council of Japan; 2008 als Mitglied des  Global Agenda Councils des  Weltwirtschaftsforum; 2009 im Executive Committee des 76th The Internet Engineering Task Force (IETF).

## Auszeichnungen
- 1986: 1st Motooka Award
- 1999: Okawa Publications Prize
- 2001: Personal Award from Minister of Public Management, Home Affairs, Posts and Telecommunications
- 2002: Personal Award from Minister of Economy, Trade and Industry
- 2005: Jonathan B. Postel Service Award, Internet Society
- 2007: Funai Achievement Award
- 2011: IEEE Internet Award
- 2012: The Okawa Prize
- 2013: Aufnahme in die  Internet Hall of Fame
- 2019: Ritter der Ehrenlegion, französische Regierung